# Airdrie, Skottland
Airdrie är en ort i Storbritannien.   Den ligger i kommunen North Lanarkshire och riksdelen Skottland, i den centrala delen av landet, 500 km nordväst om huvudstaden London. Airdrie ligger 130 meter över havet och antalet invånare är 35 440.
Terrängen runt Airdrie är lite kuperad, och sluttar brant västerut. Runt Airdrie är det tätbefolkat, med 819 invånare per kvadratkilometer. Närmaste större samhälle är Glasgow, 17,3 km väster om Airdrie. Runt Airdrie är det i huvudsak tätbebyggt.